# Chiara Consonni
Chiara Consonni (Ponte San Pietro, 24 juni 1999) is een Italiaanse wielrenster die actief is in zowel het wegwielrennen als het baanwielrennen, die sinds 2025 rijdt voor de wielerploeg CANYON//SRAM zondacrypto.

## Carrière
Consonni reed vanaf 2018 vijf jaar voor Valcar-Travel & Service. In haar eerste jaar won ze het jongerenklassement van de Ladies Tour of Norway. In 2019 won ze in Arnhem de slotrit van de Boels Ladies Tour, nadat ze in de eerste etappe al eens vijfde was geworden in een massasprint. In 2021 won ze de Ronde de Mouscron, de Vuelta CV Feminas en de GP Plumelec-Morbihan. In 2022 won ze onder andere Dwars door Vlaanderen en de negende etappe van de Giro Donne.
Op de baan won Consonni als junior diverse Europese en wereldtitels. Ook bij de beloften won ze verschillende Europese titels. Bij de elite won Consonni driemaal goud op de Europese kampioenschappen baanwielrennen 2021. In 2022 won ze in de ploegenachtervolging de nationale en de wereldtitel, samen met Vittoria Guazzini, Martina Alzini, Elisa Balsamo en Martina Fidanza.
Haar vijf jaar oudere broer Simone Consonni is ook wielrenner.

## Palmares

### Baan
| Jaar    | IK                                                                    | EK                                              | WK                                               | Overige                                                                              |
| ------- | --------------------------------------------------------------------- | ----------------------------------------------- | ------------------------------------------------ | ------------------------------------------------------------------------------------ |
| Junior  |                                                                       |                                                 |                                                  |                                                                                      |
| 2016    | teamsprint                                                            | ploegenachtervolging                            | ploegenachtervolging                             |                                                                                      |
| 2017    |                                                                       | ploegenachtervolging · koppelkoers              | ploegenachtervolging · koppelkoers · puntenkoers |                                                                                      |
| Belofte |                                                                       |                                                 |                                                  |                                                                                      |
| 2020    |                                                                       | afvalkoers · ploegenachtervolging · koppelkoers |                                                  |                                                                                      |
| 2021    |                                                                       | afvalkoers · koppelkoers · ploegenachtervolging |                                                  |                                                                                      |
| Elite   |                                                                       |                                                 |                                                  |                                                                                      |
| 2018    | koppelkoers · omnium                                                  |                                                 |                                                  |                                                                                      |
| 2019    |                                                                       |                                                 |                                                  |                                                                                      |
| 2020    |                                                                       | ploegenachtervolging                            |                                                  |                                                                                      |
| 2021    |                                                                       |                                                 | ploegenachtervolging                             |                                                                                      |
| 2022    | ploegenachtervolging · afvalkoers · omnium · scratch · 4e puntenkoers |                                                 | ploegenachtervolging · 7e koppelkoers            | NC Milton: · ploegenachtervolging · koppelkoers · NC Glasgow: · ploegenachtervolging |
| 2023    | afvalkoers · 6e omnium · 8e puntenkoers                               |                                                 | 4e ploegenachtervolging 5e koppelkoers           |                                                                                      |
| 2024    |                                                                       | 4e afvalkoers                                   | ploegenachtervolging · 5e koppelkoers            | Olympische Spelen: · koppelkoers · 4e ploegenachtervolging                           |
| 2025    |                                                                       | ploegenachtervolging · koppelkoers · 6e omnium  |                                                  |                                                                                      |

### Weg

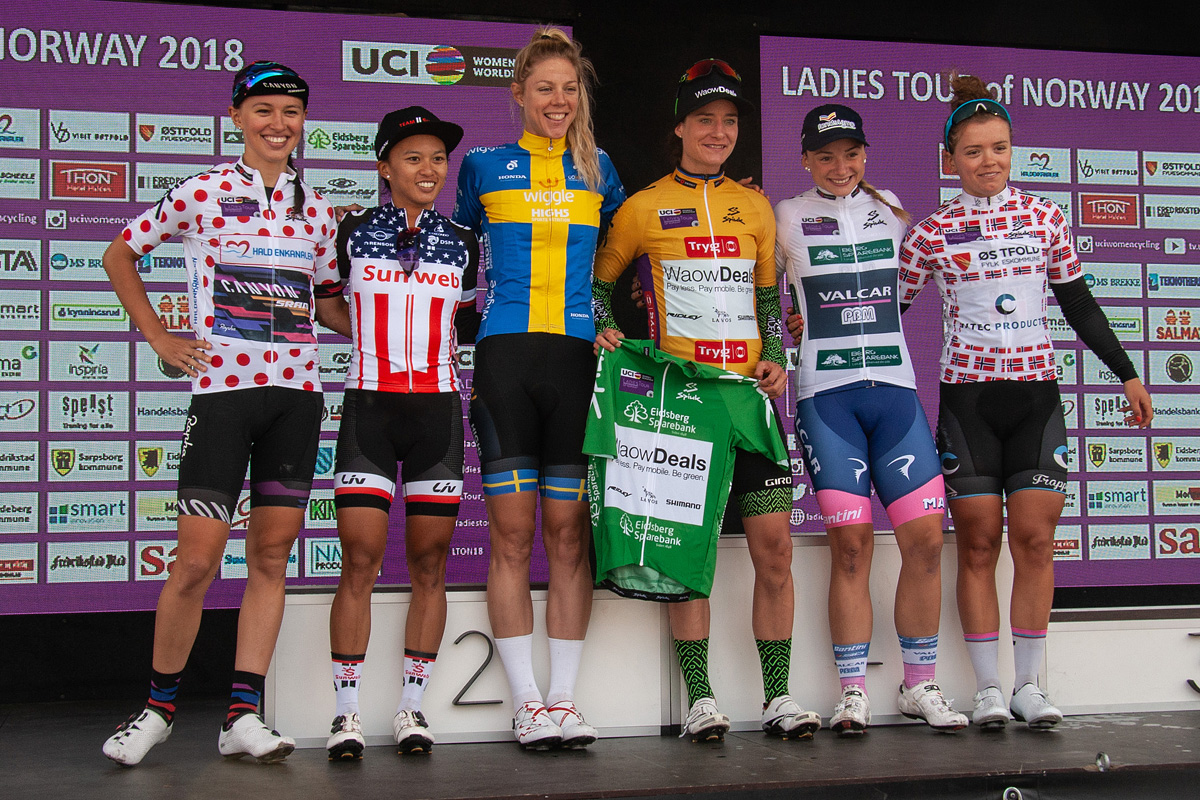
Consonni in de witte trui in Noorwegen.

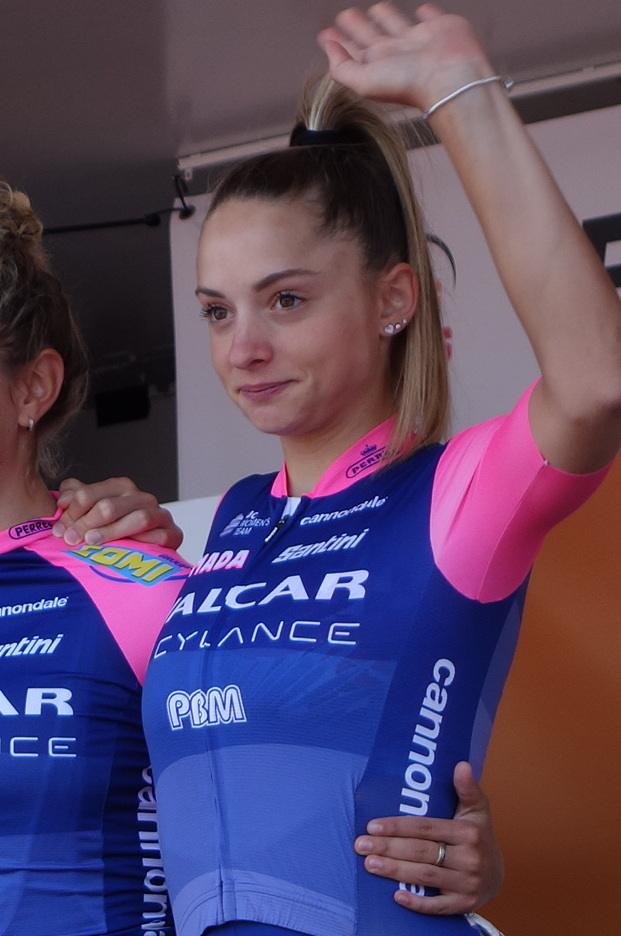
Consonni in de Boels Ladies Tour 2019.

2018
Jongerenklassement Ladies Tour of Norway
2019
5e etappe Boels Ladies Tour
2021
Ronde de Mouscron
Vuelta CV Feminas
GP Plumelec-Morbihan
2022
Dwars door Vlaanderen
Dwars door de Westhoek
Flanders Diamond Tour
9e etappe Ronde van Italië
GP van Isbergues
2023
Trofee Maarten Wynants
9e etappe Ronde van Italië
Grote Prijs Beerens
3e etappe Ronde van Chongming
Eind- en puntenklassement Ronde van Chongming
2024
Gran Premio della Liberazione
GP Eco-Struct
Flanders Diamond Tour
2e etappe Ronde van Italië
2025
1e en 3e etappe Ronde van Polen
Eindklassement Ronde van Polen

#### Resultaten in voornaamste wedstrijden
| Jaar | Ronde van Italië | Ronde van Frankrijk | Ronde van Spanje |
| ---- | ---------------- | ------------------- | ---------------- |
| 2017 |                  |                     |                  |
| 2018 | opgave           |                     | 83e              |
| 2019 |                  |                     | 40e              |
| 2020 |                  |                     | 34e              |
| 2021 | buiten tijd      |                     |                  |
| 2022 | 59e (1)          |                     | 85e              |
| 2023 | 91e (1)          | opgave              |                  |
| 2024 | opgave (1)       |                     |                  |
| 2025 | 86e              |                     |                  |

| Jaar | Milaan-San Remo | Gent-Wevelgem | Ronde van Vlaanderen | Parijs-Roubaix | Scheldeprijs | Dwars door Vlaanderen | Flanders Diamond Tour |  | WK op de weg |
| ---- | --------------- | ------------- | -------------------- | -------------- | ------------ | --------------------- | --------------------- |  | ------------ |
| 2017 |                 |               |                      |                |              |                       | Brons                 |  |              |
| 2018 |                 | opgave        | opgave               |                |              |                       | Brons                 |  |              |
| 2019 |                 |               |                      |                |              | opgave                | 42e                   |  |              |
| 2020 |                 |               | 72e                  |                |              |                       |                       |  |              |
| 2021 |                 | 77e           | 42e                  | 30e            | 56e          |                       | Zilver                |  |              |
| 2022 |                 | 72e           | 37e                  |                | ↑            | ↑                     | Goud                  |  |              |
| 2023 |                 | 69e           | 40e                  | 9e             | ↑            | ↑                     |                       |  | 20e          |
| 2024 |                 | ↑             | 35e                  | 30e            | 8e           | 7e                    | Goud                  |  |              |
| 2025 | 116e            | 5e            |                      | 10e            | ↑            | opgave                |                       |  |              |

#### Resultaten in overige rondes
| Jaar | UAE Tour | Wielerweek van Valencia | Ronde van Burgos | Festival Elsy Jacobs | RideLondon Classique | The Women's Tour | Ronde van Scandinavië | Ronde van Romandië | Simac Ladies Tour | Ronde van Chongming |
| ---- | -------- | ----------------------- | ---------------- | -------------------- | -------------------- | ---------------- | --------------------- | ------------------ | ----------------- | ------------------- |
| 2018 |          | 85e                     |                  |                      |                      | 70e              | 12e                   |                    |                   | 50e                 |
| 2019 |          |                         |                  |                      |                      |                  |                       |                    | 35e (1)           |                     |
| 2020 |          | buiten tijd             |                  |                      |                      |                  |                       |                    |                   |                     |
| 2021 |          |                         |                  | 48e                  |                      | 26e              | 67e                   |                    | 43e               |                     |
| 2022 |          |                         |                  | 33e                  | 5e                   |                  |                       |                    | 53e               |                     |
| 2023 | 42e      |                         | opgave           |                      | 43e                  |                  |                       | opgave             | opgave            | ↑ (1)               |
| 2024 | 65e      |                         |                  |                      | 53e                  |                  |                       |                    |                   |                     |
| 2025 | 61e      |                         |                  |                      |                      |                  |                       |                    |                   |                     |

## Ploegen
- 2018 –  Valcar PBM
- 2019 –  Valcar-Cylance
- 2020 –  Valcar-Travel & Service
- 2021 –  Valcar-Travel & Service
- 2022 –  Valcar-Travel & Service
- 2023 –  UAE Team ADQ
- 2024 –  UAE Team ADQ
- 2025 –  Canyon//SRAM zondacrypto

2020: Katie Archibald & Laura Kenny ·
2024: Chiara Consonni & Vittoria Guazzini
al Sayegh · Amialiusik · Baril · Bastianelli (tot 10/7) · Bertizzolo · Bujak · Consonni · Gasparrini · Harvey · Holden · Ivanchenko · Kumięga · Magnaldi · Persico · Tomasi · Trevisi
al Sayegh · Amialiusik · Bertizzolo · Bujak · Carbonari · Consonni · Gasparrini · Gillespie (vanaf 9/6) · Harvey · Holden · Ivanchenko · Kumięga · Magnaldi · Neumanová · Persico · Swinkels · Włodarczyk
Aintila · Bäckstedt · Bauernfeind · Bradbury · Consonni · Cromwell · Czapla · van der Duin · Dygert · Klöser · Kolesava · Martins · Niedermaier · Niewiadoma · Paladin · Skalniak-Sójka · Towers · Uttrup Ludwig